# Vincent Willem van Gogh
Vincent Willem van Gogh (Parijs, 31 januari 1890 – Laren (NH), 28 januari 1978) was een Nederlands ingenieur en organisatieadviseur, bekend als de erfgenaam van de schilderijencollectie van zijn oom, de kunstschilder Vincent van Gogh.

## Levensloop
Van Gogh werd geboren te Parijs, als lid van de familie Van Gogh en zoon van de kunsthandelaar Theo van Gogh en de lerares Johanna Bonger. Zes dagen voor Van Goghs eerste verjaardag overleed zijn vader. Zijn moeder vestigde zich met haar zoontje in de wijk Het Spiegel te Bussum, waar ze hertrouwde met de kunstschilder Johan Cohen Gosschalk en ging wonen in Villa Eikenhof. In 1903 verhuisde het gezin naar Amsterdam.
Hoewel Van Gogh opgroeide in een kunstzinnig milieu, zei kunst hem niets. In 1907 begon Van Gogh aan de Technische Hogeschool te Delft, waar hij in 1913 afstudeerde als ingenieur. De rest van zijn leven zou De ingenieur zijn bijnaam blijven. In 1920 richtte hij samen met Ernst Hijmans Nederlands eerste organisatieadviesbureau op, genaamd Organisatie Advies Bureau. Zij richtten zich op advies voor bedrijfsorganisatie en metaalbewerking. Een van hun bekendste medewerkers was Berend Willem Berenschot.
Hij trouwde met Josina Wibaut (1890-1933), dochter van Floor Wibaut, met wie hij drie zoons en een dochter kreeg. Zijn oudste zoon, Theodoor, werd op 8 maart 1945 door de Duitsers gefusilleerd wegens zijn activiteiten als verzetsstrijder. Zijn tweede zoon, Johan, is de vader van de cineast en columnist Theo van Gogh. Een tweede huwelijk, met Nelly van der Goot (1890-1967), bleef kinderloos.
Van Gogh overleed enkele jaren later, op 87-jarige leeftijd.

## Organisatie-advieswerk
Voordat Van Gogh in 1920 met Hijmans het Organisatie Advies Bureau begon, had hij al aardig wat werkervaring opgedaan in binnen- en buitenland. Tijdens zijn studie had hij als vrijwilliger gewerkt bij de scheepswerf Wilton in Rotterdam, de Maatschappij tot Exploitatie van Staatsspoorwegen in Tilburg, Waggonfabrik Uerdingen in Krefeld in Duitsland, de Engelse staalfabriek Hadfields Limited en de elektromechanicafabriek ACEC in Charleroi in België.
Na zijn afstuderen begon hij in 1913 in Spanje als toezichthouder bij de bouw van een waterkrachtcentrale in de Pyreneeën, in opdracht van een Nederlandse investeringsbank. Tijdens de Eerste Wereldoorlog werkte hij in Amerika bij een technisch inkoopbureau in New York en San Francisco, waarbij hij ervaring opdeed met de theorie en praktijk van het scientific management. In 1918 werkte hij voor het inkoopbureau in Japan, en het jaar erop terug in New York bij een metaalgieterij, waarbij hij de opdracht kreeg een nieuwe fabriek in te richten.
Als partner in het Organisatie Advies Bureau werkte Van Gogh veelal voor overheidsinstanties en af en toe ook voor het bedrijfsleven. In 1933 viel het bureau uiteen, waarna Van Gogh zijn eigen adviespraktijk opzette. In de opvolgende jaren ging hij zich echter steeds meer bezighouden met de kunstverzameling en het promoten van Vincent van Goghs werk.

## Van Gogh Museum

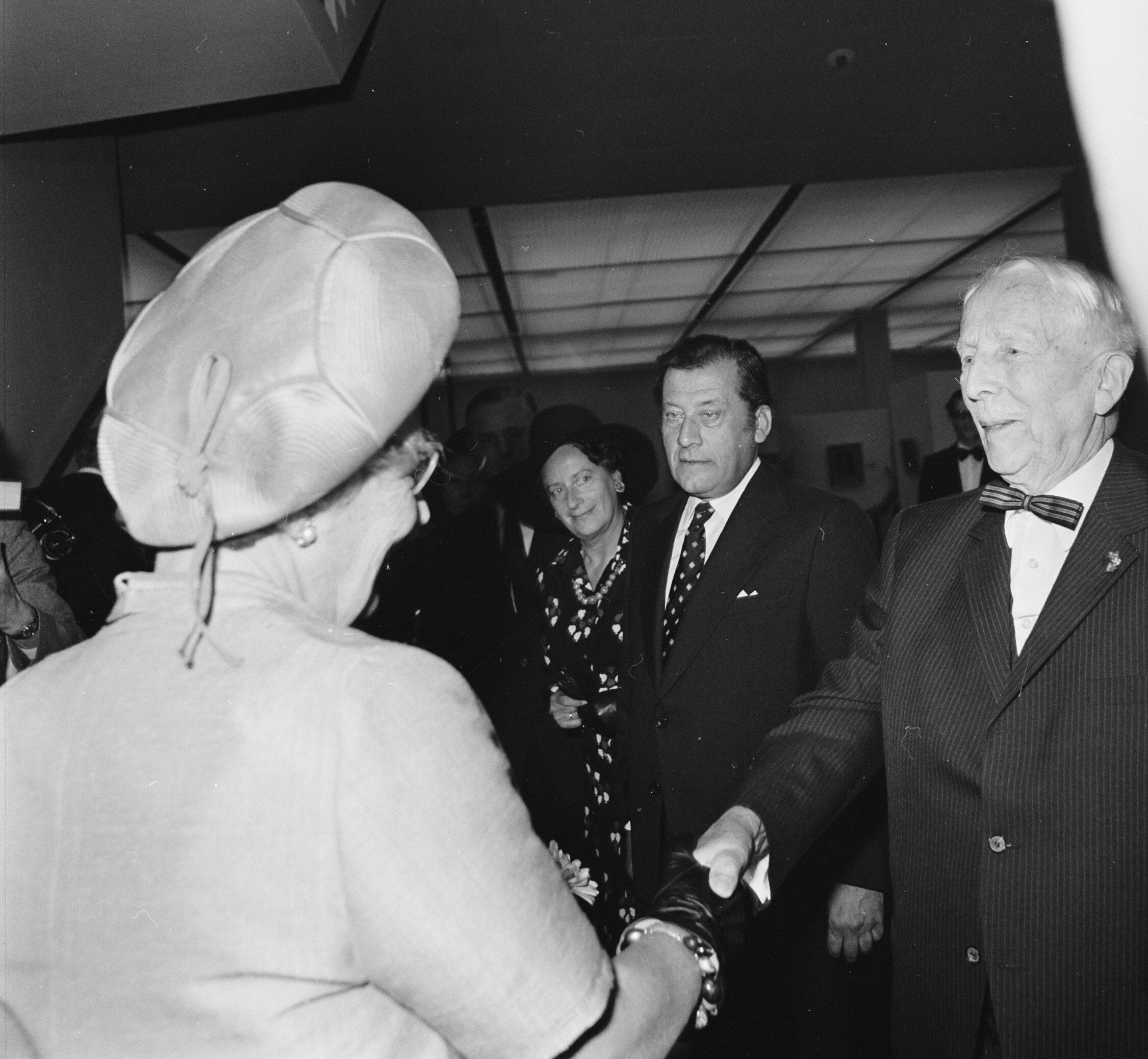
Koningin Juliana begroet door V. W. van Gogh bij opening Van Gogh Museum in 1973.

Van Gogh hield de kunstverzameling die hij na de dood van zijn moeder in 1925 had geërfd bij elkaar, al leende hij schilderijen van Vincent van Gogh uit aan diverse musea.
In 1960 richtte hij de Vincent van Gogh Stichting op met als doel de collectie bijeen te houden en onder te brengen in een nog te bouwen museum. Het bestuur van de stichting bestond uit zijn tweede vrouw, zijn drie nog levende kinderen, een vertegenwoordiger van de Nederlandse regering en hemzelf. Op 21 juli 1962 werd een overeenkomst ondertekend tussen de Staat der Nederlanden en de Vincent van Gogh Stichting. De familie droeg voor 15 miljoen gulden de gehele verzameling, bestaande uit 200 schilderijen van Vincent van Gogh en Paul Gauguin, 400 tekeningen, en alle brieven van Vincent, over aan de staat.
Hiermee werd de grondslag gelegd voor het Amsterdamse Van Gogh Museum, dat op 2 juni 1973 werd geopend. Vincent Willem van Gogh was zelf nog persoonlijk betrokken geweest bij de selecteren van de op te hangen schilderijen voor de openingsexpositie.

## Publicaties
- E. Hijmans, V.W. van Gogh, en J. Rentenaar. Tien jaren organisatiewerk : herdrukken van publicaties van Ernst Hymans, V.W. van Gogh, J. Rentenaar, leden van het Raadgevend Bureau voor organisatie, Muusses, 1930.
- V.W. van Gogh. Onderzoek van den arbeid in het zilversmidsbedrijf te Schoonhoven. Stichting Economisch Instituut voor den Middenstand, 1932.
- V.W. van Gogh. Bedrijfsorganisatie. Leiden, Handelswetenschappelijke Bibliotheek, 1935.
- V.W. van Gogh. Vincent van Gogh: tekeningen uit de verzameling van Ir. V.W. van Gogh, Museum Boymans Rotterdam, juli-augustus 1947. Rotterdam, Van Waesberge Hoogewerff & Richards N.V., 1947.
- V.W. van Gogh. De verzameling van Theo van Gogh: met uitzondering van de werken van zijn broer Vincent. Amsterdam, Stedelijk Museum, 1953.
- V.W. van Gogh. Vincent van Gogh: schilderijen en tekeningen: een keuze uit de verzameling van de Vincent van Gogh Stichting. Amsterdam, 't Lanthuys, 1968.